# リョーショクリカー
株式会社リョーショクリカー (RYOSHOKU LIQUOR LIMITED) は、東京都大田区に本社を置いていた、菱食グループの酒類卸売会社である。2011年7月1日に同日発足した三菱食品により吸収合併された。

## 沿革
- 中泉株式会社
  - 1875年（明治8年）- 2月、静岡県清水市（現静岡市清水区）において中泉現金店を開設開業。
  - 1949年（昭和24年）- 7月、株式会社中埜酢店、株式会社山泉商会、ヤマト商事株式会社の出資により中泉酒販株式会社を設立。
  - 1956年（昭和31年）- 8月、中泉株式会社と商号変更。
  - 1998年（平成10年）- 10月、株式会社ナカノと合併。
- （旧）株式会社リョーショクリカー
  - 1953年（昭和28年）- 1月、埼玉県酒類販売株式会社を設立。
  - 1987年（昭和62年）- セイコーマートの地域営業権を取得し、埼玉セイコーマート設立[1]。
  - 1996年（平成8年）- 12月、株式会社菱食(現・三菱食品)と資本提携。
  - 2000年（平成12年）- 1月、株式会社リョーショクリカーと商号変更。
  - 2000年（平成12年）- 10月、埼玉セイコーマートの営業権をセイコーマート本体に譲渡[1]。
  - 2001年（平成13年）- 4月、中泉株式会社と（旧）株式会社リョーショクリカーが合併。
- 株式会社リョーショクリカー
  - 2006年（平成18年）- 8月、本社、事業本部、首都圏第一支社を東京流通センターに移転。
  - 2011年（平成23年）- 7月、三菱食品に吸収合併

## 事業内容
- MD機能
  - TMC（テクノマーチャンダイジングセンター）
  - NEW-TOMAS（リョーショクグループ基幹情報システム）
- 物流機能
  - フルライン物流（リョーショク川口RDC）
- 商品
  - 酒類卸売業のナショナルホールセラー。
- 輸入商品事業
  - 三菱商事と提携（オリジナル商品群、110アイテム）